# Lương Tâm
Lương Tâm là một xã thuộc thành phố Cần Thơ, Việt Nam.

## Địa lý
Xã Lương Tâm có vị trí địa lý:
- Phía đông giáp xã Xà Phiên
- Phía tây giáp tỉnh An Giang
- Phía nam giáp tỉnh Cà Mau
- Phía bắc giáp xã Vĩnh Viễn.

Xã Lương Tâm có diện tích 60,53 km², dân số năm 2024 là 24.020 người, mật độ dân số đạt 396 người/km².

## Lịch sử
Ngày 20 tháng 9 năm 1975, Bộ Chính trị ban hành Nghị quyết số 245-NQ/TW về việc hợp nhất tỉnh Cần Thơ (ngoại trừ huyện Thốt Nốt), tỉnh Sóc Trăng, tỉnh Trà Vinh, tỉnh Vĩnh Long thành một tỉnh, tên gọi tỉnh mới cùng với nơi đặt tỉnh lỵ sẽ do địa phương đề nghị lên.
Ngày 20 tháng 12 năm 1975, Bộ Chính trị ban hành Nghị quyết số 19/NQ về việc hợp nhất tỉnh Cần Thơ (bao gồm cả huyện Thốt Nốt của tỉnh Long Xuyên), tỉnh Sóc Trăng thành một tỉnh mới, tên gọi tỉnh mới cùng với nơi đặt tỉnh lỵ sẽ do địa phương đề nghị lên.
Ngày 24 tháng 2 năm 1976, Chính phủ Cách mạng lâm thời Cộng hòa miền Nam Việt Nam ban hành Nghị định số 3/NQ/1976 về việc hợp nhất tỉnh Cần Thơ, tỉnh Sóc Trăng và thành phố Cần Thơ thành một tỉnh mới, lấy tên là tỉnh Hậu Giang.
Ngày 15 tháng 9 năm 1981, Hội đồng Bộ trưởng ban hành Quyết định số 70-HĐBT về việc chia xã Lương Tâm thuộc huyện Long Mỹ thành xã Lương Nghĩa và xã Lương Tâm.
Ngày 28 tháng 1 năm 1991, Ban Tổ chức của Chính phủ ban hành Quyết định số 36/QĐ-TCCP về việc sáp nhập xã Lương Nghĩa vào xã Lương Tâm.
Ngày 26 tháng 12 năm 1991, Quốc hội ban hành Nghị quyết về việc chia tỉnh Hậu Giang thành tỉnh Cần Thơ và tỉnh Sóc Trăng.
Ngày 26 tháng 11 năm 2003, Quốc hội ban hành Nghị quyết số 22/2003/QH11 về việc chia tỉnh Cần Thơ thành thành phố Cần Thơ trực thuộc trung ương và tỉnh Hậu Giang.
Ngày 13 tháng 12 năm 2007, Chính phủ ban hành Nghị định số 182/2007/NĐ-CP về việc thành lập xã Lương Nghĩa thuộc huyện Long Mỹ trên cơ sở điều chỉnh 2.823 ha diện tích tự nhiên và 10.024 nhân khẩu của xã Lương Tâm.
Sau khi điều chỉnh địa giới hành chính, xã Lương Tâm còn lại 3.023,88 ha diện tích tự nhiên và 8.820 nhân khẩu.
Tính đến ngày 31/12/2024:
- Xã Lương Nghĩa có 6 ấp: 4, 6, 7, 8, 10, 11.
- Xã Lương Tâm có 8 ấp: 1, 2, 3, 4, 5, 7, 8, 9.

Ngày 12 tháng 6 năm 2025, Quốc hội ban hành Nghị quyết số 202/2025/QH15 về việc sắp xếp đơn vị hành chính cấp tỉnh (nghị quyết có hiệu lực từ ngày 12 tháng 6 năm 2025). Theo đó, sáp nhập tỉnh Hậu Giang và tỉnh Sóc Trăng vào thành phố Cần Thơ.
Ngày 16 tháng 6 năm 2025:
- Quốc hội ban hành Nghị quyết số 203/2025/QH15[12] về việc Sửa đổi, bổ sung một số điều của Hiến pháp nước Cộng hòa xã hội chủ nghĩa Việt Nam. Theo đó, kết thúc hoạt động của đơn vị hành chính cấp huyện trong cả nước từ ngày 1 tháng 7 năm 2025.
- Ủy ban Thường vụ Quốc hội ban hành Nghị quyết số 1668/NQ-UBTVQH15[13] về việc sắp xếp các đơn vị hành chính cấp xã của thành phố Cần Thơ năm 2025 (nghị quyết có hiệu lực từ ngày 16 tháng 6 năm 2025). Theo đó, sáp nhập toàn bộ 30,60 km² diện tích tự nhiên, quy mô dân số là 12.388 người của xã Lương Nghĩa vào toàn bộ diện tích tự nhiên 29,93 km², quy mô dân số là 11.632 người của xã Lương Tâm thuộc huyện Long Mỹ, tỉnh Hậu Giang.

Xã Lương Tâm có 60,53 km² diện tích tự nhiên và quy mô dân số là 24.020 người.